# Bandeira de Kaluga
A Bandeira do oblast de Kaluga é um dos símbolos oficiais do oblast de Kaluga, uma subdivisão da Federação Russa. Foi adotada em 30 de janeiro de 2004.

## Descrição
Seu desenho consiste em um retângulo com proporção largura-comprimento de 2:3 dividido em três listras horizontais de tamanhos diferentes: uma superior vermelha com 5/12 da largura total, uma intermediária na cor banca com 1/6 da largura e uma inferior verde de mesma medida que a superior. No centro da listra vermelha está colocada uma imagem em ouro da coroa imperial russa.